# Thyroscyphus sibogae
Thyroscyphus sibogae är en nässeldjursart som beskrevs av Chantal Billard 1920. Thyroscyphus sibogae ingår i släktet Thyroscyphus och familjen Thyroscyphidae. Inga underarter finns listade i Catalogue of Life.